# نورما إيبرهارت
نورما إيبرهارت (بالإنجليزية: Norma Eberhardt)‏ هي عارضة وممثلة أمريكية، ولدت في 8 يوليو 1929 في الولايات المتحدة، وتوفيت في 16 سبتمبر 2011 بمانهاتن في الولايات المتحدة.

## وصلات خارجية
- نورما إيبرهارت على موقع IMDb (الإنجليزية)
- نورما إيبرهارت على موقع قاعدة بيانات الفيلم (الإنجليزية)